# Cezary Paszkowski
Cezary Paszkowski (ur. 1 czerwca 1948 w Gdańsku) – polski malarz, grafik, profesor Akademii Sztuk Pięknych w Gdańsku, oraz perkusista i kompozytor.

## Życiorys
Studiował w gdańskiej Państwowej Wyższej Szkole Sztuk Plastycznych (obecnie ASP). Dyplom uzyskał w 1973 r. w pracowni prof. Rajmunda Pietkiewicza. Mieszka i pracuje w Gdańsku. Kieruje Katedrą Grafiki Warsztatowej, prowadzi Pracownię Obrazu Cyfrowego.
Jest laureatem ponad 40 nagród i wyróżnień przyznanych na wystawach w kraju i za granicą, m.in. w Tokio, Paryżu, Londynie, Wiedniu, Pradze, Oslo, Houston, Kairze, Petersburgu.
Jako perkusista grał z Leszkiem Dranickim (Grupa Improwizacji Swobodnej – GIS), Leszkiem Kułakowskim, Leopoldem Jóźwiakiem, Adamem Brzostkiem oraz zespołami Dekathlon Jazz Band, Kongregacja Soul i Sekwens.
Jest honorowym obywatelem Nowego Orleanu.
Ważniejsze wystawy indywidualne (do 1998 r.):
- 1980 – Instytut Polski, Wiedeń
- 1984 – Galeria „Pokaz”, Warszawa
- 1989 – Biblioteka Miejska, Mannheim
- 1994 – International House Club Galery, Nowy Orlean, USA
- 1994 – Hotel de Ville, Nancy, Francja
- 1994 – Pałac Opatów, Salon Mistrzów, Gdańsk Oliwa
- 1997 – Mondiale Kunst Dichterbij, Breda, Holandia
- 1998 – BVB Volksbank, Bad Vilbel, Niemcy

Udział w międzynarodowych wystawach i konkursach (do 1998 r.):
- 1987 – Balticum Biennale 1987, Rauma, Finlandia – medal
- 1987 – International Print Biennale Varna 1987 r. Bułgaria – udział w wystawie
- 1988 – International Art Conterporary Exhibition in Monte Carlo 1988 – udział w wystawie
- 1989 – International Print Biennale Varna 1989 r. Bułgaria – udział w wystawie
- 1989 – International Independent Exhibition of Kanagawa 1989 r. Japonia – udział w wystawie
- 1990 – International Print Biennale Varna 1990 r. Bułgaria – udział w wystawie
- 1990 – International Independent Exhibition of Kanagawa 1990 r. Japonia – udział w wystawie
- 1997 – International Print Triennial Kraków 1997 – Europa Prix
- 1997 –The Print of the World – National Culture Festiwal – Kagawa 1997, Japonia – udział w wystawie
- 1998 – International Mini-Print Triennial 1998 – Tokio, Japonia – Museum Avard

## Nagrody
- III nagroda w konkursie GTPS na Grafikę Roku 1975 za grafikę Odpływ (1975)[2]
- Nagroda specjalna w konkursie GTPS na Grafikę Roku 1977 za najlepszą grafikę o tematyce Człowiek i praca (1977)[2]
- II nagroda Konika Morskiego 78 w Szczecinie w dziale grafiki (1978)[2]
- Nagroda Główna w konkursie GTPS na Grafikę Roku 1980 (1980)[2]
- Nagroda Prezydenta Miasta Gdańska w Dziedzinie Kultury z okazji jubileuszu 35-lecia pracy artystycznej (2008)[3]
- Nagroda Prezydenta Miasta Gdańska w Dziedzinie Kultury za artystyczną drogę ku nowemu oraz z okazji jubileuszu 35-lecia pracy pedagogicznej (2012)[3]
- Nagroda Prezydenta Miasta Gdańska w Dziedzinie Kultury z okazji jubileuszu 40-lecia pracy twórczej (2017)[3]